# زیمکس
زیمکس (به انگلیسی: zemax) یک نرم‌افزار طراحی سیستم‌های اپتیکی است که برای سیستم عامل ویندوز طراحی شده‌است. این برنامه در طراحی و تحلیل سیستم‌های تصویر برداری و نور پردازی کاربرد دارد.

## تاریخچه
زیمکس در اصل توسط کن مور نوشته شده‌است. این نرم‌افزار اولین نرم‌افزار طراحی اپتیکی مخصوص ویندوز است. زیمکس در سال ۱۹۹۰ به صورت تجاری در دسترس بود. اولین ویرایش این نرم‌افزار مکس نام داشت که این نام بعدها به دلیل مغایرت نام تجاری به زیمکس تغییر کرد.

این نرم‌افزار ابتدا توسط Focus Software به فروش می‌رسید که بعدها به شرکت توسعه زیمکس (Zemax Development Corp) تبدیل شد. این واژه در سال ۲۰۱۱ با تصویر برداری پرتویی (به انگلیسی: Radiant Imaging) ادغام شد و نام شرکت به Radiant Zemax تغییر یافت.

## خصوصیات و کاربردها
زیمکس نرم‌افزاری است که بر مبنای ردیابی پرتو و مدل سازی انتشار پرتوها در سیستم اپتیکی کار می‌کند. این نرم‌افزار می‌تواند اثر المان‌های اپتیکی مانند عدسی‌های ساده، آسپریکال، گرین(Gradient-index)، آینه‌ها و عناصر نوری انکساری و پراشی را مدل سازی کند. همچنین زیمکس نمودارهای تحلیلی استاندارد را ایجاد می‌کند.

### سایر ویژگی‌ها
- مدل سازی اثر لایه نشانی اپتیکی روی سطوح
- دارا بودن کتابخانه عدسی‌ها، مواد اپتیکی و لایه نشانی
- کار کردن در دو حالت ردیابی ترتیبی و غیر ترتیبی پرتو به انتخاب کاربر
- قابلیت تلورانس جهت تحلیل اثر نقص تولید و خطای مونتاژ

## پذیرش
زیمکس در سال ۲۰۰۳ یکی از سه نرم‌افزار طراحی اپتیکی پر کاربرد بود که جدیدترین آنها نیز به‌شمار می‌آمد.